# زكية نصار
زكيّة نصّار (مواليد 1987)، من بيت لحم في فلسطين، وهي سبّاحة أولمبيّة فلسطينيّة، فقد مثّلت فلسطين في دورة الألعاب الأولمبيّة الصيفيّة في بكّين عام 2008.
وفي تعليقٍ سابقٍ لمدرّبها، نقلته وسائل الإعلام، بأنّ زكيّة نصّار قد واجهت عصوبات شديدة في التدريب بسبب عدم قدرتها على الوصول إلى بركة السباحة، فلا يوجد حمام سباحة أولمبيّ في الأراضي الفلسطينيّة، ولا تتوفّر أيّة ميزانيّة لدعم السباحين الأولمبيين الفلسطينيّين. وبعد فوزها علّقت نصّار أنّها لم تتلقّ أيّ دعم من السُلطات الفلسطينيّة وأنّها قد كانت خائفة من أداء كارثيّ في بكين.
وتعيش زكيّة نصّار في بيت لحم، ومنذ عام 2008 بدأت بدراسة طب الأسنان في الجامعة العربيّة الأمريكيّة في جنين.

## روابط خارجية
- زكية نصار على موقع الاتحاد الدولي للسباحة (الإنجليزية)
- زكية نصار على موقع أوليمبيديا (الإنجليزية)